# Юноши
«Юноши» — трагедия древнегреческого драматурга Эсхила (первая половина V века до н. э.), третья часть тетралогии, посвящённой столкновению бога виноделия Диониса с Ликургом, сыном Дрианта. Её текст почти полностью утрачен.

## Сюжет и судьба пьесы

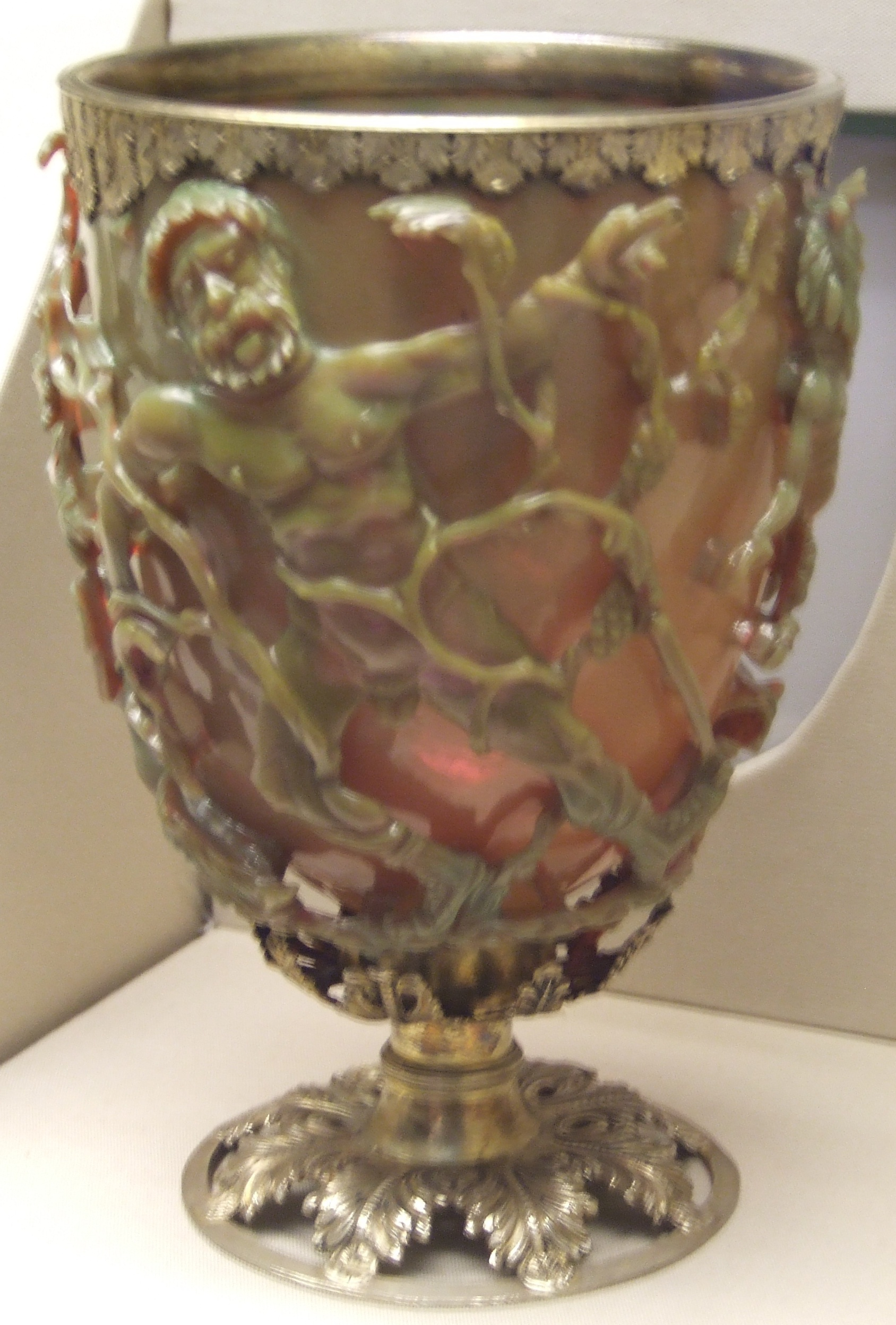
Изображение гибели Ликурга на двуцветном кубке из Британского музея

«Юноши» стали третьей частью цикла пьес, посвящённого мифу о фракийском царе Ликурге, сыне Дрианта («Первой дионисовой тетралогии»). Этот герой попытался прогнать из своего царства юного бога виноделия Диониса и за это был ослеплён Зевсом, либо сам Дионис наслал на него безумие. Другие части цикла — трагедии «Эдоняне» (первая часть) и «Бассариды» (вторая), сатировская драма «Ликург». Антиковеды предполагают, исходя из сохранившихся фрагментов, что в «Юношах» Ликург убил собственного сына Дрианта, спутники которого составили хор и стали заглавными героями пьесы. Как развивалось действие дальше, неясно; существует предположение, что Дионис и Ликург, служивший антагонисту этого бога Аполлону, в финале примирились.
Тетралогия Эсхила о Ликурге упоминается только в одном источнике — в схолиях к комедии Аристофана «Женщины на празднике Фесмофорий». Текст «Юношей» почти полностью утрачен. Сохранились только два фрагмента, по одной строчке в каждом: «В прохладных сенях ветра дуновение…» и «Мало того: вдвое терпя казнь от богов бессмертных…» (перевод Вячеслава Иванова).